# Grimm (serial)
Grimm este un serial de televiziune fantasy/mister/polițist dramă care a avut premiera la NBC pe 28 octombrie 2011 și finalul pe 31 martie 2017. Serialul este descris ca o „dramă polițistă într-o lume întunecată și fantastică inspirată din poveștile scrise de Frații Grimm”..Nick Buckhardt este unul dintre ultimii Grimi, ajutand lumea sa scape de Wesenii rai.
Povestea este conturată cu mare finețe, fiecare episod aducând câte un caz nou cu specii diferite de Weseni și care cu siguranță vor ține spectatorii cu sufletul la gură. La început serialul este vag, dar povestea se conturează pe parcursul celor șase sezoane. O poveste captivantă, cu monștri pe care îi vezi doar in vise și de care auzi doar in basme.

## Povestea
Acțiunea serialului se desfășoară în prezent, în zilele noastre, în Portland, Oregon. Serialul continuă poveștile Fraților Grimm: un detectiv de la omucideri află că este descendent al unui grup de vânători cunoscuți sub numele de Grimms care luptă pentru a păstra în siguranță umanitatea de creaturile supranaturale din lume. Aflând care este destinul său și că este ultimul dintre acești vânători, el trebuie să protejeze fiecare suflet viu de personajele din sinistrele povești, creaturi care s-au infiltrat în lumea reală.

## Distribuția

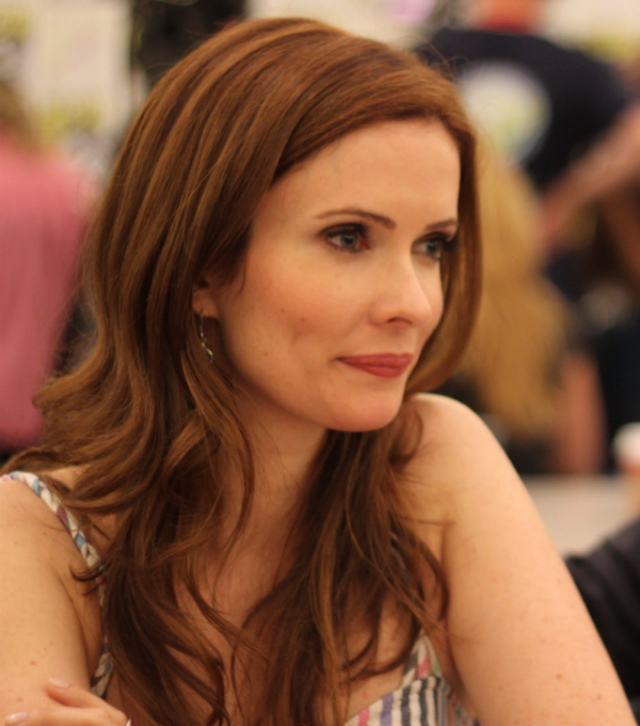
Bitsie Tulloch

- David Giuntoli este Nick Burkhardt, care descoperă că este urmașul fraților Grimms - vânătorii care luptau cu forțele supranaturale. De asemenea, Nick lucrează ca detectiv în departamentul omucideri.
- Russell Hornsby este Hank Griffin, partenerul lui Nick, tot detectiv de omucideri și care este tot mai aproape de secretul lui Nick , datorită cazurilor in care sunt implicati Weseni.
- Bitsie Tulloch este Juliette Silverton, prietena lui Nick, a cărei viață se schimbă complet datorită secretelor din viața lui Nick.
- Silas Weir Mitchell este Monroe, un fost lup vârcolac care îl ajută pe Nick în cazurile sale.
- Sasha Roiz este Căpitanul Renard, a cărei relație cu Nick este una extrem de complexa.
- Reggie Lee este Sergentul Dewu (Wu), care se apropie tot mai mult de secretul lui Nick.
- Bree Turner este Rosalee Calvert, ea ajutându-l mereu pe Nick cu poțiunile de care are nevoie pentru a doborî Weseni, dar și cu leacuri pentru anumite boli.

## Episoade
Articol principal: Lista episoadelor din Grimm
| Sezonul | Episoade | Data începerii    | Data finalizării |
| ------- | -------- | ----------------- | ---------------- |
| 1       | 22       | 28 octombrie 2011 | 18 mai 2012      |
| 2       | 22       | 13 august 2012    | 21 mai 2013      |
| 3       | 22       | 25 octombrie 2013 | 16 mai 2014      |
| 4       | 22       | 24 octombrie 2014 | 15 mai 2015      |
| 5       | 22       | 30 octombrie 2015 | 20 mai 2016      |
| 6       | 13       | 6 ianuarie 2017   | 31 martie 2017   |